# Société française de numismatique
Ne doit pas être confondu avec Société d'études numismatiques et archéologiques.
La Société française de numismatique est une société savante française, œuvrant dans le domaine de la numismatique.
Elle est membre du Conseil international de numismatique (en).

## Historique
Dès le début de la Renaissance, les princes et humanistes s’intéressent à la numismatique antique et constituent des collections de monnaies au sein de leurs cabinets d’antiquités. Le Cabinet de Louis XIV, installé d’abord à Versailles puis à Paris, est à l’origine de l’actuel Département des Monnaies, médailles et antiques de la Bibliothèque nationale de France. À partir du XIXe siècle, cet intérêt s’étend aux monnaies nationales, et voit se développer un milieu d’amateurs éclairés, désireux de pouvoir débattre et communiquer leurs découvertes. La Revue de la numismatique française est créée en 1836 par deux membres de la « Société royale des antiquaires de France et de plusieurs autres Sociétés archéologiques françoises et étrangères ». La Revue étant aujourd’hui la propriété de la Société française de numismatique, on peut considérer que sa création est le premier acte de son histoire.
Le projet d’une société savante dont l’objet serait uniquement la numismatique, avait été formé dès la première année de la Revue. Elle est fondée en 1865 sous le nom de « Société française de numismatique et d’archéologie » par Ernest Gariel, Ernest Lecomte, l’abbé Marchant, Jules Roman et Gustave Ponton d’Amécourt, qui sera son premier président. La société fonctionne alors comme un club, qui se réunit au début quatre fois par mois dans ses locaux, comprenant une bibliothèque et une petite collection de monnaies, près du boulevard Saint-Germain. Le nombre des membres croît rapidement, pour atteindre 650 en 1869, avant de vivre entre 1860 et 1880, une période de crise marquée par un déclin du nombre des membres et des difficultés financières.
À partir du milieu des années 1880, un rapprochement avec le Cabinet des médailles et un renouveau dans les publications (3e série de la Revue Numismatique) permet de surmonter ces difficultés. En 1897, la Société se dote de nouveaux statuts et devient la Société française de Numismatique, et développe ses liens avec les sociétés étrangères, mais aussi avec la Sorbonne et la Monnaie de Paris. Elle est reconnue en 1924 d’utilité publique. Entre 1934 et 1939, elle récompense des numismates étrangers, par une médaille de vermeil.
Malgré une interruption de ses activités due à la guerre, un bureau provisoire est reconstitué en 1941, et la Société s’installe définitivement en 1945 au Cabinet des Médailles (maintenant département des Monnaies, médailles et antiques) de la Bibliothèque nationale de France. La même année commence la publication du Bulletin de la Société, qui rend compte des travaux présentés lors des séances mensuelles et des actualités. En 1958, la Société devient propriétaire de la Revue numismatique, et en 1982, elle entreprend la publication des Trésors antiques de la France (TAF). Depuis 1969, elle décerne un jeton de vermeil à des numismates étrangers.
Les réunions ont lieu dans la salle Émilie du Châtelet (ancienne salle des Commissions) de la Bibliothèque nationale de France, et rassemblent autour d’un même champ d’intérêt des collectionneurs, des numismates professionnels, des conservateurs de collections publiques, des chercheurs du CNRS, des universitaires… Tous les numismates français importants ont été ou sont membres de la Société, et souvent ont fait partie de son bureau. Depuis 1956 sont également organisées des Journées numismatiques, qui se tiennent chaque année auprès d’une société de province et de ses collections.

## Liste des présidents de la Société
- 1865/1888 : Gustave Ponton d'Amécourt
- 1889/1890 : J. de Rougé
- 1890/1892 : A. de Belfort
- 1892/1893 : E. Caron
- 1893/1894 : M. de Marchéville
- 1894/1895 : E. Caron
- 1895/1896 : M. de Marchéville
- 1896/1898 : P. Bordeaux
- 1898/1900 : H. de Castellane
- 1900/1902 : M. de Marchéville
- 1902/1903 : H. de Castellane
- 1903/1905 : Jules Adrien Blanchet
- 1905/1907 : P. Bordeaux
- 1907/1909 : A. Babut
- 1909/1911 : L. Sudre
- 1911/1912 : A. Blanchet
- 1912/1914 : A. Babut
- 1914/1916 : François-Maurice Allotte de La Fuÿe
- 1916/1918 : Adolphe Dieudonné
- 1918/1920 : H. de Castellane
- 1920/1922 : François-Maurice Allotte de La Fuÿe
- 1922/1924 : A. Bouclier
- 1924/1926 : J. Bailhache
- 1926/1928 : R. Richebé
- 1928/1929 : Ph. Moricand
- 1929/1931 : E. Cazalas
- 1931/1932 : Ch. Prieur
- 1932/1933 : J. Bailhache
- 1933/1935 : J. Coudurier de Chasseigne
- 1935/1937 : E. H. Albert de Bary
- 1937/1939 : E. Cazalas
- 1939/1941 : Henri Rolland
- 1941/1942 : Adolphe Dieudonné
- 1942/1944 : Jean Babelon
- 1944/1946 : P. Le Gentilhomme
- 1946/1947 : H. Longuet
- 1947/1948 : M. Baille
- 1948/1949 : H. Longuet
- 1949/1951 : P. Prieur
- 1951/1953 : H. Longuet
- 1953/1955 : J. Mazard
- 1955/1957 : M. Dayet
- 1957/1959 : Jean Tricou
- 1959/1961 : J. Lafaurie
- 1961/1963 : J. Heurgon
- 1963/1965 : J. Parent
- 1965/1967 : P. Bastien
- 1967/1969 : J. Yvon
- 1969/1971 : Hans-Georg Pflaum
- 1971/1973 : J. Guey
- 1973/1975 : L. Chaurand
- 1975/1977 : F. Dumas
- 1977/1979 : André Chastagnol
- 1979/1981 : D. Nony
- 1981/1983 : Hélène Huvelin
- 1983/1985 : Michel Christol
- 1985/1987 : Claude Brenot
- 1987/1989 : Xavier Loriot
- 1989/1991 : Robert Étienne
- 1991/1993 : Michel Dhénin
- 1993/1995 : Sylvie de Turckheim-Pey
- 1995/1997 : Olivier Picard
- 1997/1999 : Jean Hiernard
- 1999/2001 : Christian Augé
- 2001/2003 : Hubert Zehnacker
- 2003/2006 : Marc Bompaire
- 2006/2009 : Georges Gautier (d)
- 2009/2012 : Jean-Pierre Garnier
- 2012/2015 : Ariane Bourgeois
- 2015/2018 : Michel Amandry
- 2018/2021 : Catherine Grandjean
- 2021/2024 :  Sylvia Nieto-Pelletier
- 2024 - : Antony Hostein